# 利耶內
利耶內（挪威語：Lierne）是挪威特倫德拉格郡的一個市镇，行政中心为桑維卡村。市镇面积为2,962平方公里，人口数量为1,355人（2020年），人口密度为每平方公里0.5人。